# NGC 7380
Coordenadas:  22h 47m 00s, −58° 06′ 00″
NGC 7380 (también conocida como la Nebulosa del Mago) es un cúmulo abierto en la constelación de Cefeo. Fue descubierto por Carolina Herschel (Caroline Herschel) en 1787. Su hermano, William Herschel incluyó  este objeto astronómico que descubrió su hermana en su catálogo, el Catálogo Sharpless (Sh2-), completado en 1959. Es difícil de ver visualmente, normalmente requiere telescopios de gran alcance.